# はたき

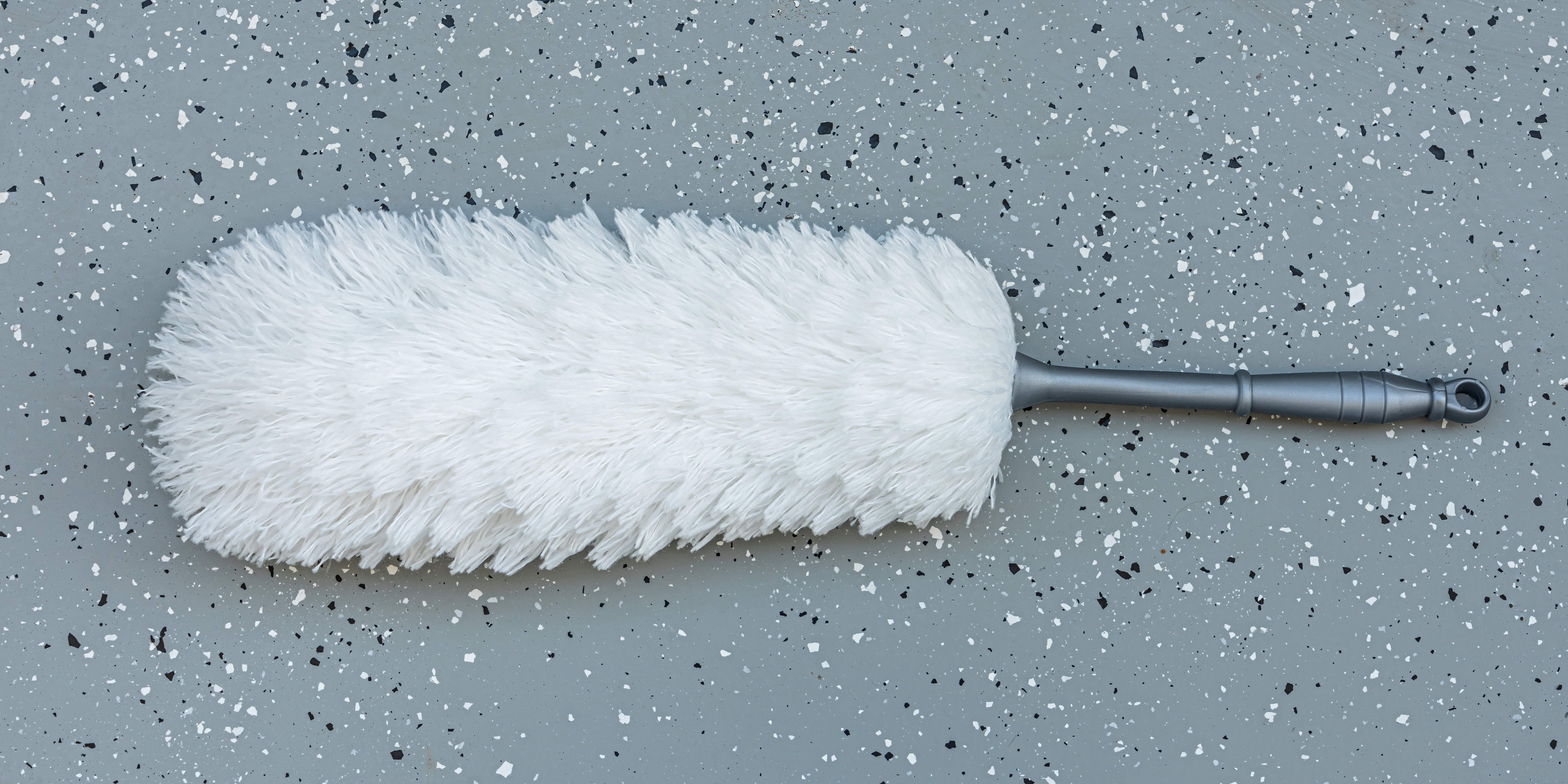
毛ばたき

はたき（ハタキ、叩き）は、棒などの先に、束ねた布やビニールや羽などを取り付けた清掃用具の一種である。布を取り付けたものは布はたき、羽毛やビニールの糸を取り付けたものは毛ばたき（羽ぼうきではない）と呼ばれる。

## 製品
ホームセンターなどで購入できる。かつては雑巾同様、使い古した手拭などの古布を棒にとりつけて再利用していたが、近年では見られなくなった。近年では掃除機の先端に取り付けるアタッチメント型のものや、静電気を用いて埃を集めるOA機器専用のハタキなどがある。

## 用途
積もった埃を除去するときなどに使われる。使用時には窓を開ける。埃は拭き取るのが望ましい。布団叩きのように激しく動かして埃を立てて除去するのは好ましくない。床に落ちた埃は、あとで箒で掃きとる。
また、用もないのに店に長居する邪魔な来店者（主に書店での立ち読み）への威嚇にも使われていた。店主もしくは店員は掃除を装いながら客の顔先でハタキを激しく動かし、来店者に居心地の悪さを感じさせて店から追い出すことを目的としている。こうしたシーンは、『ドラえもん』などをはじめとする漫画作品でもよく使われている。